# Heinie Beau
Henry J. "Heinie" Beau (Calvary, 8 maart 1911 - 19 april 1987) was een Amerikaanse jazz-componist, arrangeur, saxofonist en klarinettist uit het swing-tijdperk. 
Van 1940 tot 1943 was hij lid van het orkest van Tommy Dorsey. Hij nam op met onder meer Peggy Lee en Frank Sinatra. Voor Sinatra schreef hij de charts van verschillende klassieke Capitol-opnames, zoals de songs op het album "Come Swing With Me!" en bijvoorbeeld "As Time Goes By". Ook nam Beau op met jazzgroepen, zoals met de band van Ziggy Elman en van Red Nichols, met wie hij tot aan diens dood in 1965 bevriend was. Beau maakte ook opnames als leider, bijvoorbeeld met een sextet met onder meer Jake Hanna en Bob Havens. Hij werkte tevens als arrangeur en musicus voor de film, televisie en radio. In de jaren zeventig speelde hij ook in Europa, onder meer in jazzclubs in Londen.

## Discografie (selectie)
- Moviesville Jazz, Coral
- Midnight Clarinet, Henri Records, 1984

- Bibliothèque nationale de France: cb13941175c (data)
- Gemeinsame Normdatei: 134619641
- International Standard Name Identifier: 0000 0001 1490 0585
- Library of Congress Control Number: n94053247
- MusicBrainz: 642e0d24-e113-4238-853a-dc711165792f
- Virtual International Authority File: 37106551
- WorldCat: E39PBJfMjMkpJYHH89JtJDt7pP